# Damesma
Damesma, parfois orthographié Dasmesma,, est un village du département et la commune rurale de Kaya situé dans la province du Sanmatenga et la région du Centre-Nord au Burkina Faso.

## Géographie

### Situation et environnement
Damesma est situé à 9 km au nord-ouest du centre de Kaya, la principale ville de la région.

### Démographie
- En 2003, le village comptait 1 296 habitants estimés[2].
- En 2006, le village comptait 946 habitants recensés[1].

## Économie
L'agro-pastoralisme est l'activité économique principale du village.

## Transports
Le village est à 6 km à l'ouest de la route nationale 15 reliant à Kaya à Kongoussi.

## Éducation et santé
Damesma accueille un centre de santé et de promotion sociale (CSPS) – proposant de manière pilote des consultations obstétriques post-partum et depuis plusieurs années des campagnes (soutenues par les fonds des Nations unies) d'éradication des mutilations génitales féminines par l'éducation et la conversion des exciseuses qui commencent à porter leurs fruits, – tandis que le centre hospitalier régional (CHR) se trouve à Kaya.
Le village possède une école primaire publique.